# Carrasca Rock Ejulve
El Carrasca Rock (conocido popularmente como El Carrasca) es un festival musical y cultural que se celebra anualmente en la localidad de Ejulve (Teruel, España) habitualmente durante el mes de julio.
Fue galardonado con el premio Aragón Musical 2010, de la Fundación 29-J. 
Está organizado y gestionado por la Asociación Cultural Carrasca Rock, entidad sin ánimo de lucro formada por los propios vecinos del municipio.
La última y duodécima edición tuvo lugar el 29 de julio de 2019. En 2020, el festival no pudo ser celebrado debido a las restricciones derivadas de la pandemia de COVID-19. En julio de 2015, se celebró una edición especial con motivo del décimo aniversario del festival.

## Estilos
El festival ha reunido a grupos musicales de diferentes estilos: Rock, Punk, Punk Rock, Ska, Rumba, Hip Hop, Reggae, Folk e incluso Freak Rock. Grupos que provienen de la región aragonesa fundamentalmente, pero también de otras zonas del país.

## Origen
Iniciado en 2006, se celebra de forma anual en verano. Tiene una duración de dos días consecutivos durante un fin de semana. Las fechas de su realización variaron durante los primeros años (entre julio y agosto). Con el tiempo, no obstante, se consolidó la tendencia de celebrarlo durante los últimos fines de semana de julio.
Su origen se debe fundamentalmente a la voluntad de dinamizar y reunir a la juventud de esta zona de Aragón mediante la organización de un evento no solo de carácter lúdico, sino también cultural, que consiga mantener vivas las interrelaciones entre los jóvenes de los diferentes municipios y comarcas adyacentes. Se ha hablado de la reivindicación del derecho a vivir en los pueblos dignamente a través de la promoción de actividades culturales y festivas en el medio rural para hacerlo más atractivo.
La otra finalidad importante es la de promocionar a los grupos musicales aragoneses, muchos de ellos pequeños y de alcance comarcal o regional, dándoles la oportunidad de darse a conocer al público en este festival. Por otra parte, el festival ayuda también a la promoción turística de la localidad.
El festival ha llegado a contar con la afluencia de 1.500 asistentes situándose así como uno de los referentes en festivales de música de la provincia de Teruel. Cada vez más localidades cercanas se deciden a organizar este tipo de eventos con la misma finalidad, de manera que podemos hablar del éxito de este proyecto, del cual Ejulve fue una de las localidades pioneras, junto con otras como El Pobo, Alcañiz (Las Ranetas) o Galve.

## Grupos

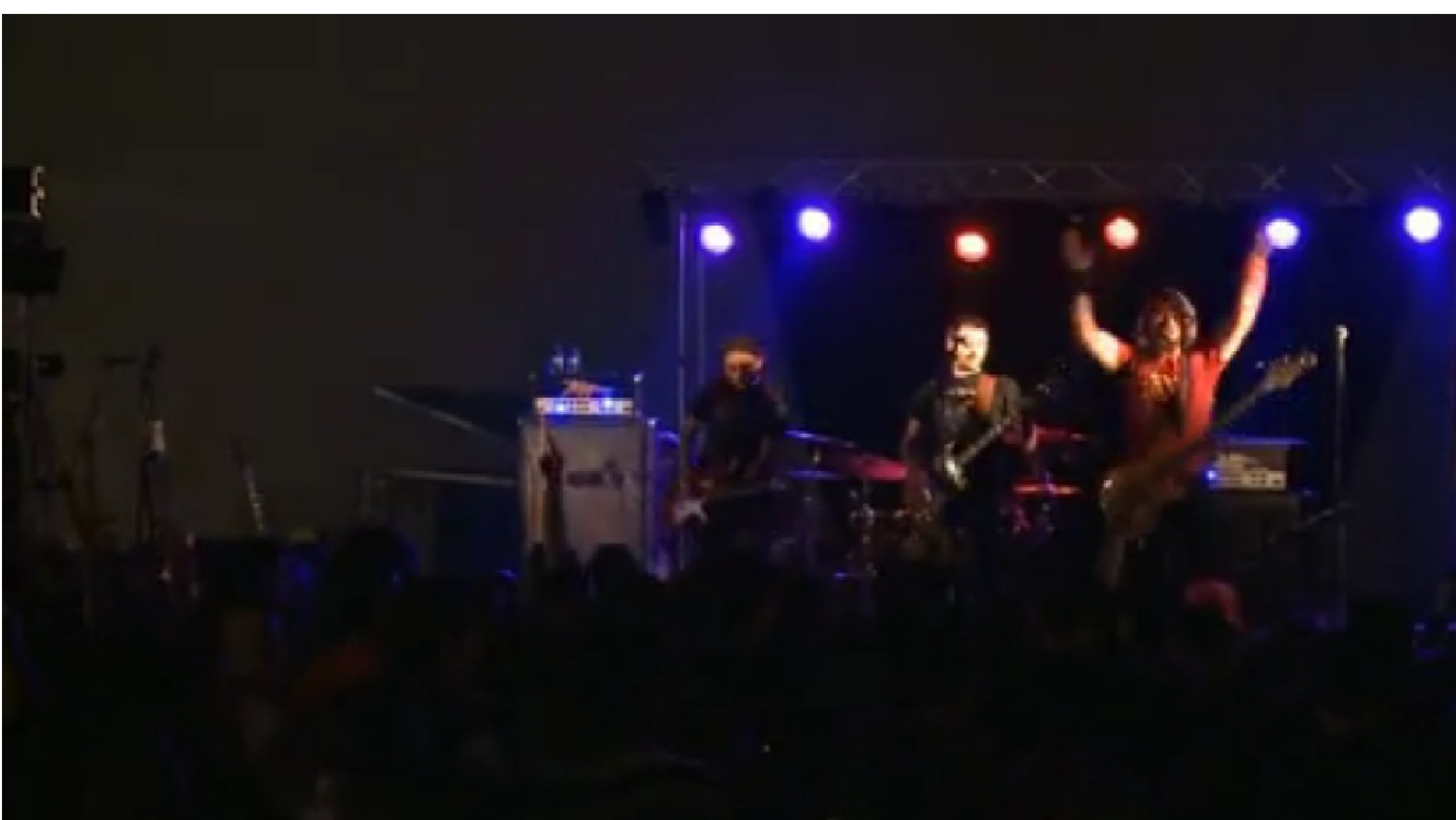
Asistentes a la V Edición del festival

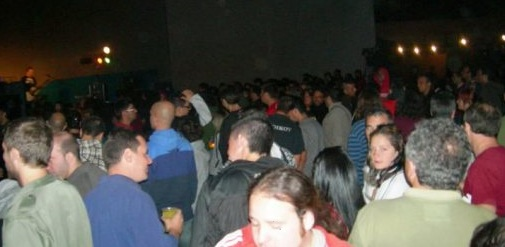

En las 12 ediciones de la Carrasca Rock celebradas hasta el momento han actuado más de 60 grupos de diferentes estilos.
Muchos provienen de Aragón, pero también de otras zonas de España.
Por el festival han pasado grupos de relevancia como son Los Gandules, Azero, Manolo Kabezabolo y la Bolobanda, Los Artistas del Gremio, Malos Vicios o China-Chana.

Así pues, estos son las diferentes bandas que han actuado en el festival:

| Edición, Año       | Grupos participantes en el festival |
| ------------------ | --- |
| I Edición, 2006    | Azero, Asalto Lírico, Acción Directa, Amenazha, Eskyzofrenikos, Prau, Los Draps, Mallacán.                                                                                                 |
| II Edición, 2007   | Deluxe Rock, Skandalo Publico, Ulut, Los Draps, Trasboko Social, Kolectivo de Topos, Cabeza de Turko, Konsumo Respeto, Amenazha, Eskombro, Sabotaje.                                       |
| III Edición, 2008  | Los Gandules, China Chana, Juako Malavirgen, Ojo no caigas, Eskombro, The Bullets, A pelo, Los Draps, Ixuquera, Gen, Azetxo, Sabotaje.                                                     |
| IV Edición, 2009   | China Chana, Deluxe Rock, El Enchufado del Carcelero, El último Skalon, Los Inestables, Batikano Rojo, Sworrens, El pulmón del barrio, The pink elephants, Ixuquera.                       |
| V Edición, 2010    | Manolo Kabezabolo, Rarezas, A pelo, Azero, Lilith, Los Draps, Ixuquera, El enchufado del carcelero, Compañía de Chesus.                                                                    |
| VI Edición, 2011   | Malos Vicios, Batikano Rojo, El último Skalon, Bolintxe y sus compintxes, Azetxo, San Blas Posse, Darmage, Sabotaje.                                                                       |
| VII Edición, 2012  | Ser-Vizio Públiko, Mr. Snoid (Tributo Kortatu), China Chana, Evirea, Ni zorra, A Gargalé, Barrena (Tributo Barricada), Después de Todo, Serruchazo, Enatizo. (+ Pasacalles Bengala África) |
| VIII Edición, 2013 | Azero, Ser-Vizio Publiko, Artistas del Gremio, Ni Zorra, La Escalera Metálica. |
| IX Edición, 2014   | Insolenzia, 13 Krauss, Los Inestables, Proyecto Hombre, The Skartxos, Omeveigues, Ni Zorra, Malagana.                                                                                      |
| X Edición, 2015    | Edición especial 10º aniversario Azero, Los Berzas, Artistas Del Gremio, Ni Zorra, Samba Da Praça, Batikano Rojo, Kojones Del Kantoinkao, La Deluxe Rock&Band, Ruido.                      |
| XI Edición, 2018   | Rechitando Carrasca Azero, Los Draps, Ni Zorra, A Pelo, Vendetta, No Konforme, La Bambula, 13Krauss.                                                                                       |
| XII Edición, 2019  | Skaparapid, Embers Path, Drunken Fighters, Free City, Milenrama, Samba da Praça, Última Sentencia                                                                                          |

| - Los Gandules - Los Draps - China-Chana - Azero - Azetxo - Asalto Liriko - Amenazha - Manolo Kabezabolo y la Bolobanda - Skandalo Publico - Batikano Rojo - San Blas posse - Ixuquera - Mallacán - Deluxe Rock - Malos Vicios - Ojo no Caigas - Toporsao | - Darmage - Bolintxe y sus compintxes - Juako Malavirgen - The Pink Elephants - Kabeza de Turko - Konsumo Respeto - El Pulmón del Barrio - El Enchufado del Carcelero - El último Skalon - Sworrens - Sabotaje - Inestable - Apelo - Gen - Última Sentencia - Ulut - Prau - Ser-Vizio Públiko | - Mr. Snoid (Tributo Kortatu) - Evirea - Ni zorra - A Gargalé - Barrena (Tributo Barricada) - Después de Todo - Serruchazo - Skaparapid - Embers Path - Drunken Fighters - Free City - Milenrama - Los Artistas del Gremio - La Escalera Metálica - La Bambula - Enatizo. - Insolenzia - Malagana - Proyecto Hombre - 13 Krauss - The Skartxos - Omeveigues - Los Inestables - Vendetta |  |